# Julie von Egloffstein
Julie von Egloffstein née le 12 septembre 1792 à Erlangen et morte le 16 janvier 1869 à Marienrode, est une aristocrate et peintre allemande.

## Biographie

### Famille
Julie von Egloffstein est la fille de Gottfried Friedrich Leopold Graf von und zu Egloffstein et de son épouse Henriette.

### Carrière artistique
Julie von Egloffstein reçoit sa formation de peintre de Georg Friedrich Kersting à Meissen et vers 1840 de Karl Ferdinand Sohn à l'École de peinture de Düsseldorf.
Elle est l'une des femmes les plus belles et les plus douées de la cour de Weimar, et beaucoup de poèmes de Goethe témoignent de l'intérêt qu'il a pris à son développement artistique. Elle peint plusieurs portraits, dont ceux de la grande-duchesse Marie Pavlovna et de la reine Thérèse de Bavière.
En 1829-32, elle voyage en Alsace, en Suisse et en Italie, passant un temps considérable à Rome. Elle est retournée en Italie en 1838-40, visitant Sorrente, Naples et Rome.
Outre des portraits dont celui de Goethe, son œuvre comprend Bergers dans la campagne romaine  (1835), Agar dans le désert, L'exposition de Moïse, Vie populaire italienne et d'autres tableaux, dont certains ont appartenu à l'empereur Alexandre III de Russie et à la reine Victoria.
Chanoinesse de Hildesheim, elle est morte le 16 janvier 1869 à l'Abbaye de Marienrode.

Œuvres de Julie von Egloffstein
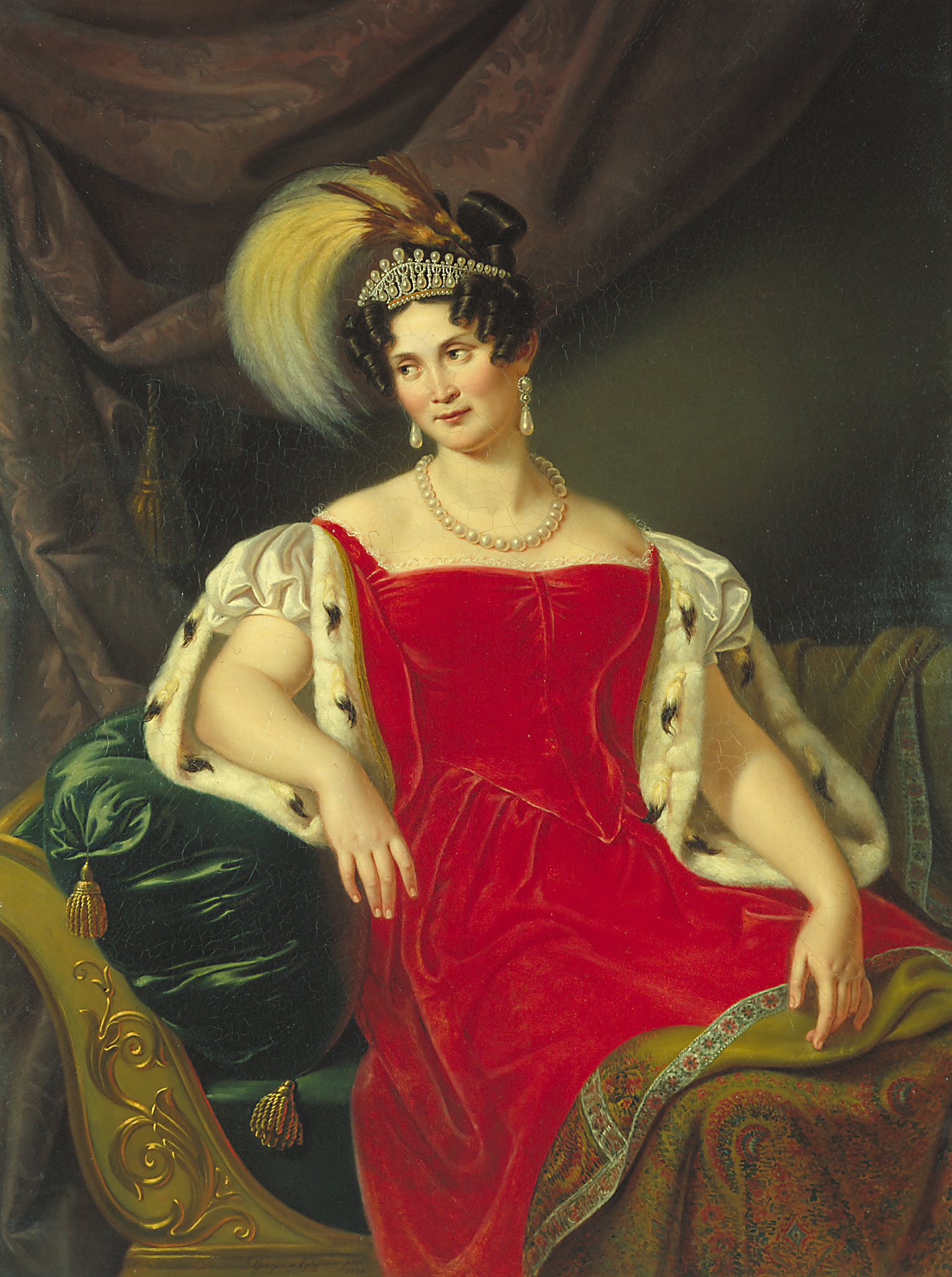
Thérèse de Saxe-Hildburghausen, reine de Bavière, 1836
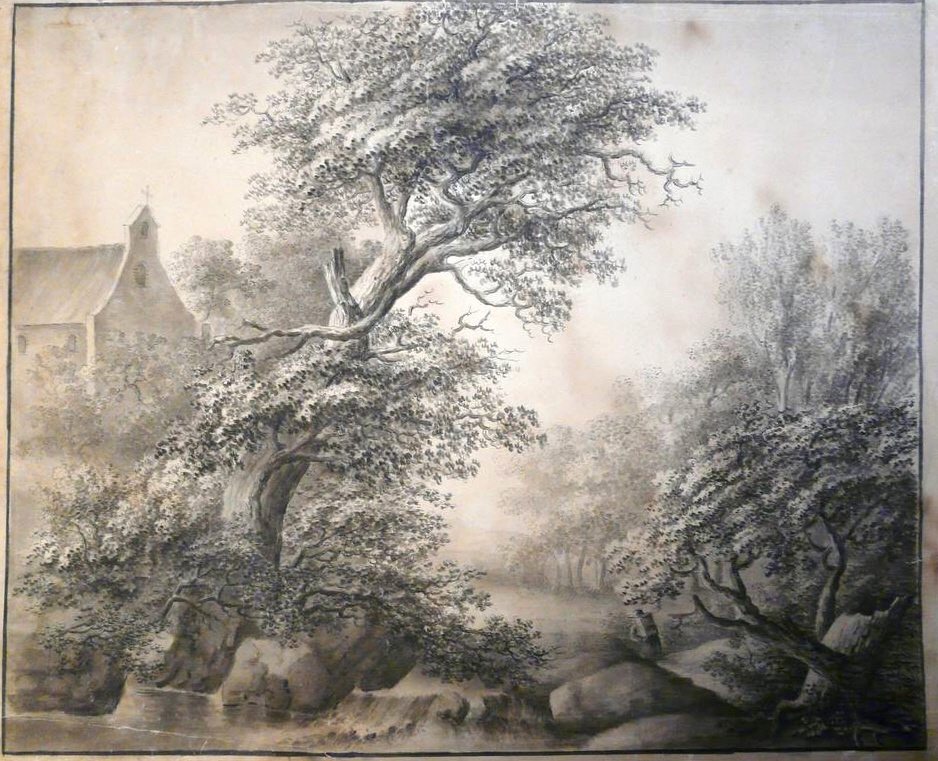
Paysage
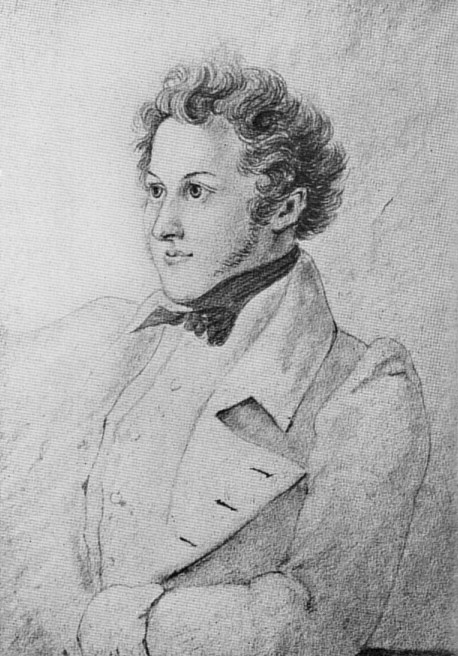
August von Goethe, fils de Goethe (Goethe-Nationalmuseum de Weimar)
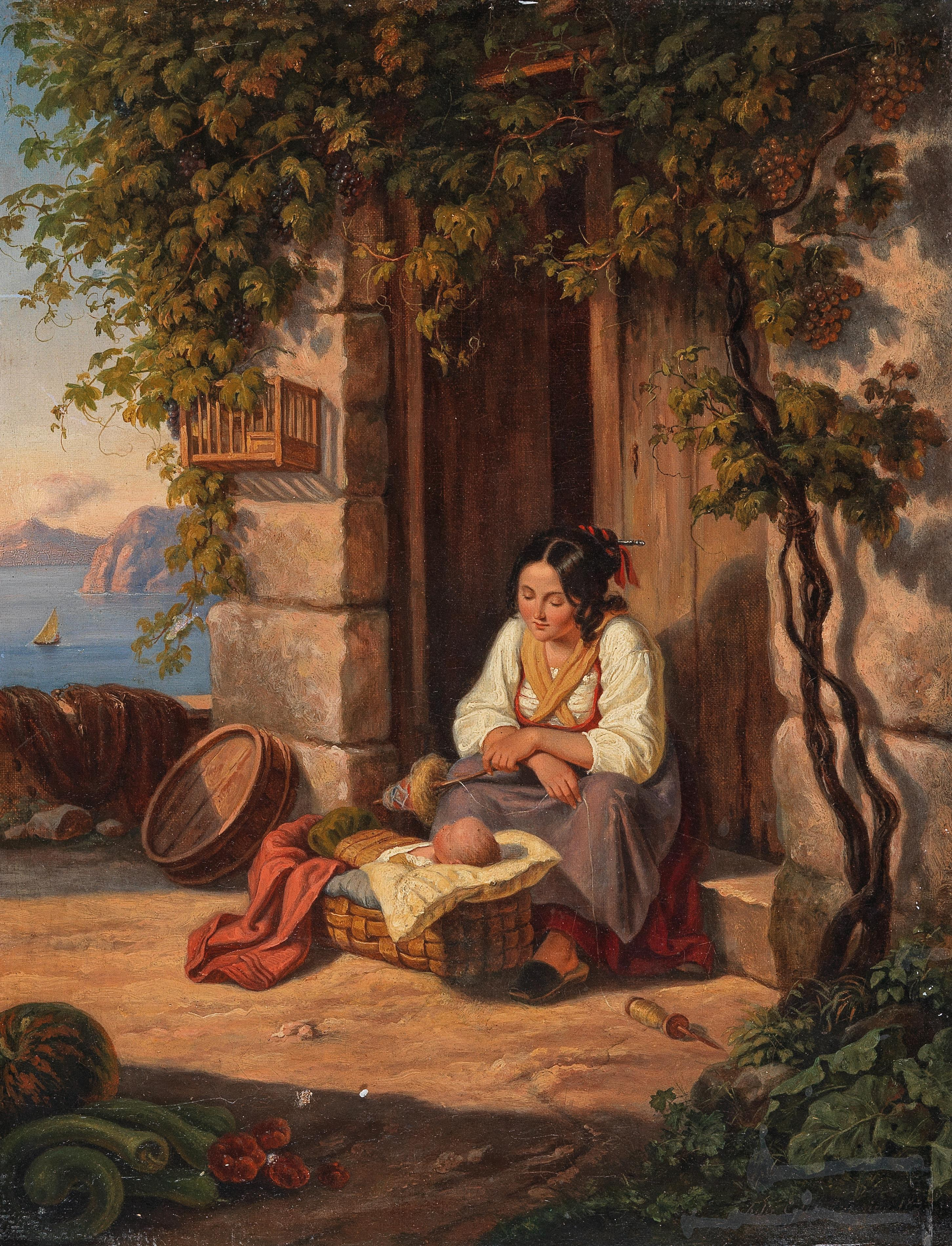
Maternité (1833), localisation inconnue.

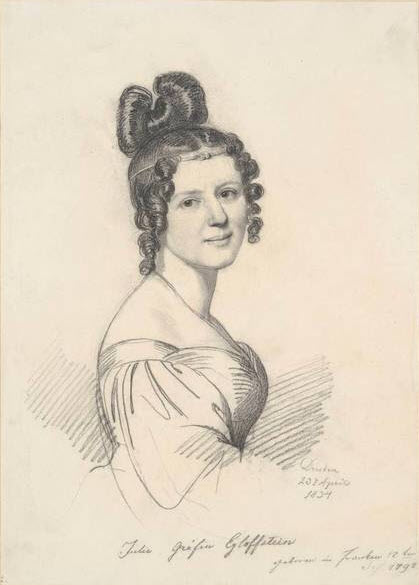
Portrait par Vogel von Vogelstein (1792), Kupferstich-Kabinett